# Ільченко Юлія Володимирівна
І́льченко Ю́лія Володи́мирівна (* 27 вересня 1976, Київ) — українська балерина, артистка Київського театру оперети. Заслужена артистка України (2014).

## Життєпис
Юлія Ільченко народилась 27 вересня 1976 у Києві.
Працює в Національній опереті України. Як балерина виконує головні партії в балеті-феєрії «Кармен-сюїта», мюзиклі «Скрипаль на даху», танцювальному спектаклі «Танго життя».
Про свою роботу над роллю Кармен балерина відзначає: «Я рада, що нарешті можу грати Кармен. Кожна балерина у своєму житті мріє про такий яскравий, сильний та самодостатній образ. Мільйон різних емоцій, що переживає Кармен у долю секунди, її внутрішню боротьбу та всі почуття треба передати без слів: лише міміка, жести та колосальної складності і витонченості хореографія. В одній танцювальній композиції може одразу переплітатися декілька стилів: від класичних па на пуантах до техніки контемпорарі».
|                                                                          | Танок — це складна семантична система, до якої глядачу потрібно „дорости“ і, найголовніше, відчути. Хіба не вражає своєю чарівністю та підступністю Юлія Ільченко в образі Кармен? |
| — Головний балетмейстер Київського театру оперети Вадим Прокопенко, h.ua | |

## Партії і вистави
- Кармен (Балет-феєрія «Кармен-сюїта», музика Ж. Бізе)
- Мюзикл «Скрипаль на даху» Джеррі Бока
- Танцювальний спектакль «Танго життя» (Максим Булгаков, Богдан Струтинський)
- Концертні номери на балу («Бал у Савойї» П. Абрахама)

## Нагороди
- 17 грудня 2014 Юлії Ільченко присвоєно звання Заслуженої артистки України.[3]